# فرودگاه بین‌المللی شهرستان سنت کلیر
فرودگاه بین‌المللی شهرستان سنت کلیر (به انگلیسی: St. Clair County International Airport) یک فرودگاه همگانی با کد یاتا PHN است که یک باند فرود آسفالت دارد و طول باند آن ۱۵۵۵ متر است. این فرودگاه در کشور ایالات متحده آمریکا قرار دارد و در ارتفاع ۱۹۸٫۱ متری از سطح دریا واقع شده است.